# فرابالداران
فرابالداران (نام علمی: Metapterygota) نام یک کلاد از زیررده بال‌داران است.